# Fernando Altamirano
Fernando Altamirano Carbajal (Aculco, estado de México, 7 de julio de 1848-México, D.F., 7 de octubre de 1908) fue un médico y naturalista mexicano. Nació en Aculco, Estado de México. Estudió en San Juan del Río, en Santiago de Querétaro, de donde era originaria su familia, y en México, D. F.
Fue fundador y director del Instituto Médico Nacional desde 1888 hasta 1908. Publicó más de 250 artículos sobre temas farmacológicos de las plantas mexicanas y sobre fisiología. Se interesó además por el aprovechamiento industrial de algunas plantas mexicanas. Al menos un género y nueve especies de plantas y animales fueron nombrados en su honor. A su vez, identificó y nombró, junto con el botánico estadounidense Joseph Nelson Rose, una especie con el nombre de Euphorbia elastica (palo amarillo). Ha sido considerado el iniciador de los estudios farmacológicos modernos en México y el primer fisiólogo mexicano.

## Biografía
Fue hijo del licenciado Manuel Altamirano y Téllez y de Micaela Carbajal Castillo, quienes se unieron en matrimonio el 22 de abril de 1846 en la ciudad de Santiago de Querétaro.  Tuvo al menos dos hermanos de ese matrimonio: Federico (1850) y Alberto (1852), fallecido a los nueve años.  Además, tuvo siete medios hermanos, pues su padre había estado casado antes con María Guadalupe Monterde y Belaunzarán, y luego de la muerte de Micaela Carbajal, contrajo matrimonio con Guadalupe Ruiz.  Así, sus medios hermanos fueron: Delfina Altamirano y Monterde (1835), Etelvina Altamirano y Monterde (1837), José Altamirano y Monterde (1839), Eduardo Altamirano y Monterde (1840), Rafael Altamirano y Monterde (1841), María Lucía Altamirano y Ruiz (1857) y María Margarita Altamirano y Ruiz (1860). 
Fernando fue bautizado en la parroquia de Aculco, Estado de México, a los dos días de nacido, el 9 de julio de 1848, con el nombre completo de Fernando Guilebaldo Isabel Juan José María de Jesús Altamirano y Carbajal. Sus padrinos fueron Don José de la Vega y Doña Hilaria Basurto.
Aproximadamente en 1850, se trasladó con su familia a San Juan del Río y tres años después a la ciudad de Santiago de Querétaro, donde estudió en el Colegio de San Francisco Javier, llamado años más tarde Colegio Civil. Para finales de 1861, a los trece años de edad, era ya huérfano de padre y de madre, por lo que su educación tuvo mucha influencia de su abuelo, el médico y botánico Manuel Altamirano, quien lo inició en la botánica mientras recolectaban juntos ejemplares en la Hacienda de la Nopalera.
En 1868, se mudó a la Ciudad de México, donde estudió en la recién inaugurada Escuela Nacional Preparatoria. Un año más tarde, ingresó a la Escuela Nacional de Medicina, donde terminó sus estudios en 1873. Ese mismo año, ingresó a la Academia de Medicina, que cambiaría su nombre unos años más tarde por el de Academia Nacional de Medicina de México. También se unió a la Sociedad Mexicana de Historia Natural.
El 9 de noviembre de 1873, se unió en matrimonio con Luisa González Mancera, en la ciudad de Santiago de Querétaro. Fernando y Luisa retornaron pronto a la Ciudad de México, donde tuvieron al menos diez hijos, entre ellos a José María (1874), Josefa (1877), Rafael (1879), Fernando (1881), Luisa (1881), María (1883), José Ignacio (1885) Alberto (1886), Carlos (1886), y Salvador José (1890).
Trabajó inicialmente como ayudante interino en las cátedras de farmacia, farmacología e historia de las drogas en la Escuela Nacional de Medicina. En 1876, fue el encargado de publicar el catálogo de la colección de productos naturales indígenas remitidos por la Sociedad Mexicana de Historia Natural a la Exposición Universal de Filadelfia (1876). En 1877, obtuvo el empleo de preparador de farmacia, y en 1878 obtuvo el grado de catedrático de la Escuela Nacional de Medicina. Continuó como preparador y profesor de farmacología y fisiología, pero cubrió también en forma interina las cátedras de terapéutica, anatomía topográfica y ginecología. Además, ejerció su profesión como médico tanto en el Hospital de San Andrés como en la práctica privada. En el mismo periodo, publicó varios artículos en la Gaceta Médica de México y en la revista La Naturaleza de la Sociedad Mexicana de Historia Natural.
En 1888, fue designado como el primer director del Instituto Médico Nacional. Mantuvo este cargo hasta su muerte. Allí, se instaló el primer laboratorio de fisiología de México. Durante este periodo, realizó además abundantes excursiones de botánica médica por varias regiones del país, algunas en compañía de botánicos de renombre internacional, como Joseph Nelson Rose, Cyrus Pringle y George Russell Shaw. Además, realizó numerosas investigaciones que registró en artículos escritos en las dos revistas del instituto: El Estudio' y Los Anales del Instituto Médico Nacional. Por otra parte, se encargó de la participación del Instituto en la Exposición Universal de París (1889) y en la Exposición Universal de San Luis (1904), y participó en diversos congresos internacionales, como el IX Congreso Internacional de Higiene y Demografía, celebrado en Madrid del 10 al 17 de abril de 1898. Estableció así nexos con importantes instituciones científicas de Europa, Estados Unidos y América Latina.
Fue regidor de la Ciudad de México, en 1897, y de la La Villa en varias ocasiones.
Murió el 7 de octubre de 1908, en La Villa, en México, D. F., por una hemorragia interna, producto de la ruptura de un aneurisma de aorta abdominal. Fue sepultado en el Panteón del Tepeyac, de la misma ciudad.

## Contribuciones científicas
Publicó más de 250 artículos sobre temas de farmacología, fisiología, botánica y hasta de zoología. Entre estos, se tienen algunas contribuciones a la farmacología, como el registro de la actividad colinérgica de las semillas del colorín o erythrina (Erythrina coralloides), actividad que él sugirió como debida a la presencia de un alcaloide hasta entonces desconocido, que llamó por primera vez erythroidina. Estos estudios los llevó a cabo en 1877, junto con Manuel Domínguez, y en forma individual en 1888. La erythroidina fue aislada completamente hasta 1937 por Karl Folkers y Randolph T. Majors.
En 1878, publicó su tesis, para obtener el grado de catedrático, titulada Contribución al estudio de la farmacología nacional: Leguminosas indígenas medicinales, cuyas ilustraciones fueron dibujadas por su amigo, el pintor José María Velasco Gómez.
En lo referente a la ecología, junto con José Ramírez, escribió en 1894 un adelantado informe sobre remediación ambiental titulado: “Lista de los nombres vulgares y botánicos de árboles y arbustos propios para repoblar los bosques de la República, acompañados de la indicación de los climas en que vegetan y de la manera de propagarlos”.
Fue el primero en investigar y aislar el plombagín o plumbagina, a partir del pañete o Plumbago pulchella. Su trabajo al respecto, realizado con apoyo del Dr. Manuel Toussaint Vargas, fue incluido en la primera parte de los Datos para la Materia Médica Mexicana, de 1894. Identificó a este principio activo como una sustancia compuesta por cristales aciculares, amarillos, entretejidos que formaban masas esponjosas y ligeras; y mencionó que podía ser usada para destrucción de tumores malignos, para contrarrestar dolores de muelas, y como revulsivo.
Por otra parte, en 1895, descubrió una especie del ajolote no descrita anteriormente en la Serranía de Las Cruces, en los alrededores de la Ciudad de México. Envió un espécimen al zoólogo francés Alfredo Dugès, en ese tiempo residente en Guanajuato, quien identificó a dicho ajolote como miembro de una nueva especie, que clasificó como Ambystoma altamirani, en honor a su descubridor.
En 1896, publicó un artículo, titulado "Historia natural aplicada a los antiguos mexicanos".
Tradujo del latín la obra de Francisco Hernández de Toledo sobre la historia de las plantas de la Nueva España. Además, en 1898 consiguió en Europa una copia de la colección de los manuscritos de José Mariano Mociño.
En 1904, se presentó el libro Materia medica mexicana: a manual of Mexican medicinal herbs para la Exposición Universal de San Luis (1904). Este libro se publicó con su nombre como autor, dado su puesto como director del instituto, y tuvo como base los numerosos estudios publicados en los Datos para la Materia Médica Mexicana del Instituto Médico Nacional, en los que él contribuyó de manera importante.
En 1905, él y Joseph Nelson Rose describieron una euforbiácea de los estados de Guanajuato, Querétaro y Michoacán, llamada localmente Euphorbia elastica, que consideraron una especie nueva y la nombraron Euphorbia elastica (Altam. & Rose 1905), conocida actualmente también como Euphorbia fulva(Stapf). Altamirano estaba interesado en esta euforbiácea debido a su contenido de resina elástica, que él esperaba que pudiera transformarse rentablemente en caucho comercial, como se venía haciendo anteriormente con el guayule, en el norte de México. En el Instituto Médico Nacional, se llevaron a cabo varios estudios con el palo amarillo hasta 1908, pero no pudo extraerse de éste el caucho comercial en forma rentable.

### Especie nombrada por Fernando Altamirano
Euphorbia elastica (Altam. & Rose 1905)
- La abreviatura «Altam.» se emplea para indicar a Fernando Altamirano como autoridad en la descripción y clasificación científica de los vegetales.[38]

## Honores

### Epónimos
Género
- Altamiranoa Rose 1903

Especies
- Eryngium altamiranoi Hemsl. & Rose 1906
- Pinus altamiranoi Shaw en Sarg. 1905
- Bumelia altamiranoi Rose & Standl. 1924
- Leucophyllum altamiranii Urbina 1906
- Ribes altamirani Jancz. 1906
- Nolina altamiranoana Rose 1906
- Citharexylum altamiranum Greenm. 1907
- Mesoscincus altamirani Dugès 1891
- Ambystoma altamirani Dugès 1895